# Facultad de Ciencias Químicas y Farmacéuticas de la Universidad de Chile
La Facultad de Ciencias Químicas y Farmacéuticas de la Universidad de Chile es la primera y más antigua de Chile, es heredera de una larga tradición de enseñanza farmacéutica que tiene su origen histórico en 1833, gracias a la instrucción de una Clase de Farmacia en la Sección Universitaria del Instituto Nacional. En ese entonces, se contaba con un plan de estudios de tres años que comprendía las asignaturas de Farmacia, Botánica y Zoología. Luego de la creación de la Universidad de Chile, desde 1911 recibió el nombre de Escuela de Farmacia y era dependiente de la Facultad de Biología y Ciencias Médicas. Es en 1945 cuando adquiere autonomía y el nombre de Facultad de Química y Farmacia, bajo la rectoría de Juvenal Hernández.
En sus aulas se han formado cinco premios nacionales; Ramón Latorre de la Cruz, Pablo Valenzuela Valdés, María Cecilia Hidalgo Tapia, Romilio Espejo Torres y Sergio Lavandero, además de importantes químicos farmacéuticos como Griselda Hinojosa Flores, Carlos Ghigliotto Salas, Luis Núñez, Luis Ceruti, Hermann Schimdt-Hebbel, Carlos Mercado Schüler, Rosa Devés, Irma Pennacchiotti Monti, entre innumerables profesionales más.

## Historia
El germen que dio origen a esta Facultad se remonta a épocas tempranas de la historia de la farmacia en Chile, donde los conocimientos traídos por los españoles se unen el bagaje de hierbas medicinales mapuches. La botica más antigua del país, muy probablemente, fue la del Hospital del Socorro, siendo uno de sus boticarios don Diego Cifontes de Medina en 1563. Más tarde, en el año 1832, una epidemia de escarlatina que azotó al país, reveló la necesidad de formar farmacéuticos de buen nivel. Así, aparece un hito importante en la historia de esta Facultad cuando, el 28 de febrero de 1833, se dictó el decreto que creaba el primer curso llamado Clase de Farmacia en el Instituto Nacional. El decreto del gobierno reconocía que la farmacia era una ciencia necesaria.
En 1945, bajo el rectorado de don Juvenal Hernández Jaque, se creó la Facultad de Química y Farmacia que durante muchos años solo impartía la formación para químicos farmacéuticos, un profesional integrante del área de la salud.
En las décadas siguientes los avances de la ciencia fueron planteando la necesidad de formar otros profesionales en diversas especialidades vinculadas al campo de distintas disciplinas. Fue así como en 1958 se creó la carrera de Bioquímica, con estudios orientados al área de salud humana, animal y vegetal, a la producción de sustancias de origen biológico y a la explotación de los recursos naturales biológicos del país. Unos años más tarden, en 1960 se comenzó a impartir la carrera de Química para responder a la creciente demanda nacional de químicos capacitados para desenvolverse en las diversas ramas de esta ciencia y sus disciplinas industriales. En 1971 se creó la carrera de Ingeniería en Alimentos para dirigir y controlar las operaciones de elaboración, estabilización, almacenamiento, conservación, envase y transporte de alimentos. Ese mismo año se inició el desarrollo de los programas de postgrado, con la creación de los doctorados en Química y en Ciencias Farmacéuticas, a los que en 1978 se agregarían los programas de magíster y doctorado en Bioquímica. 
El 20 de enero de 1981 se integran las Facultades de Ciencias y de Ciencias Químicas y Farmacológicas, para formar la Facultad de Ciencias Básicas y Farmacéuticas. Posteriormente, según Decreto N.º 381 del 22 de enero de 1985, se creó la actual denominación de Facultad de Ciencias Químicas y Farmacéuticas.
Han sido decanos de esta institución: Juan Ibáñez Gómez (1945-1955), César Leyton Caravagno (1955-1961), creador del Museo de Química y Farmacia de la Facultad, Luis Ceruti Gardeazabal (1962-1968), Mario Caiozzi Marín (1968-1975), Carlos Mercado Schüler (1976-1981), Juan Morales Malva (1981-1983), Camilo Quezada Bouey (1983-1986), Mario Sapag Hagar (1987-1990), Hugo Zunino Venegas (1986-1998), Luis Núñez Vergara (1998-2013), Arturo Squella Serrano (2014-2022) y desde abril de 2022 es Pablo Richter D.

## Organización
La Facultad se encuentra organizada bajo los siguientes departamentos:
- Química Inorgánica y Analítica
- Química Orgánica y Físico Química
- Química Farmacológica y Toxicológica
- Ciencia de los Alimentos y Tecnología Química
- Ciencia y Tecnología Farmacéutica
- Bioquímica y Biología Molecular

## Docencia
- Bioquímica[6]
- Ingeniería en Alimentos[7]
- Química[8]
- Química y farmacia[9]

### Postgrados
- Magíster en Ciencias de los Alimentos
- Magíster en Alimentos, mención Gestión, Calidad e Inocuidad de los Alimentos
- Magíster en Bioquímica Aplicada
- Magíster en Ciencias Farmacéuticas
- Magíster en Química
- Doctorado en Química
- Doctorado en Bioquímica
- Doctorado en Ciencias Farmacéuticas
- Doctorado en Farmacología
- Doctorado en Nutrición y Alimentos

## Campus
La Facultad pertenece al campus Eloísa Díaz de la Universidad de Chile, Campus Norte, conformado también por la Facultad de Medicina y la Facultad de Odontología. El campus de la Facultad está ubicado en Sergio Livingstone Polhammer (Ex calle Olivos) 1007, en la comuna de Independencia. El edificio fue construido en 1975, sin embargo, diversos incendios han afectado tanto a esta edificación como a las sedes previas que tuvo la Facultad. El último siniestro ocurrió el día 2 de julio de 1992, cuyos daños se estimaron en 23 millones de dólares y fue reconstruido para el año siguiente. Actualmente se encuentran allí tres edificios: Dr. Luis Núñez, Dr. Luis Ceruti y Profesores Eméritos, donde se encuentra la totalidad de los laboratorios, los centros de investigación, una cancha deportiva, el aulario de clases y la Biblioteca.

## Centros de Investigación
La Facultad de Ciencias Químicas y Farmacéuticas posee diversos centros y programas de investigación en sus dependencias, entre los que se cuentan:
- Instituto de Investigaciones y Ensayes Farmacológicos (IDIEF)
- Centro de Estudios para el Desarrollo de la Química (CEPEDEQ)
- Centro de Informática (CIQ)
- Centro de Desarrollo en Tecnología Farmacéutica (CEDETEF)
- Laboratorio de Análisis Doping
- Unidad de Calidad (UCAL)